# ستيفن إس. هاردينغ
ستيفن إس. هاردينغ (بالإنجليزية: Stephen S. Harding) هو قاضي ومحامي وسياسي أمريكي، ولد في 28 فبراير 1808 في بالميرا في الولايات المتحدة، وتوفي في 12 فبراير 1891 في ميلان في الولايات المتحدة. حزبياً، نشط في Liberal Party (Utah) ‏. وقد انتخب Governor of the Territory of Utah ‏ (7 يوليو 1862 – 11 يونيو 1863).